# 喬治·桑格
喬治·阿里史塔爾·桑格（英語：George Alistair Sanger，1957年12月14日—）為美國德克薩斯州奧斯丁出生的男性電子遊戲音樂創作家。

## 經歷
自1983年起喬治·桑格與他的樂團「胖子團隊」（Team Fat）開始從事電子遊戲音樂創作，而他在2007年前累積參與的電子遊戲作品超過200份以上；包含《銀河飛將》、《紗之器》、《第七訪客》等等。
在2007年喬治·桑格獲得遊戲開發者選擇獎頒發的IGDA社區貢獻獎，於2015年則被遊戲音訊網路協會贈與終身成就獎給予肯定。

## 配樂遊戲代表作品
- Thin Ice （1986年）
- 瘋狂大樓（1990年、FC版本）
- 創世紀外傳1：洪荒帝國（1990年）
- 銀河飛將（1990年）
- Total Recall（1990年）
- Swords and Serpents（1990年）
- Stormovik: SU-25 Soviet Attack Fighter （1990年）
- 紗之器（1990年）
- 百戰鐵翼（1990年）
- Battle Chess II: Chinese Chess（1991年）
- 魔法門III：幻島歷險記（1991年）
- 銀河飛將2（1991年）
- 小鬼當家（1991年）
- 地下創世紀：冥河深淵（1992年）
- Putt-Putt Goes to the Moon（1993年）
- 第七訪客（1993年）
- Freddi Fish and the Case of the Missing Kelp Seeds（1994年）
- This Means War!（1995年）
- Zhadnost: The People's Party（1995年）
- 第十一小時（1995年）
- Scene It?（2000年）
- 企鵝在滑雪（2000年）
- 魔劍（2003年）
- 邪惡天才（2004年）